# Umhängeband

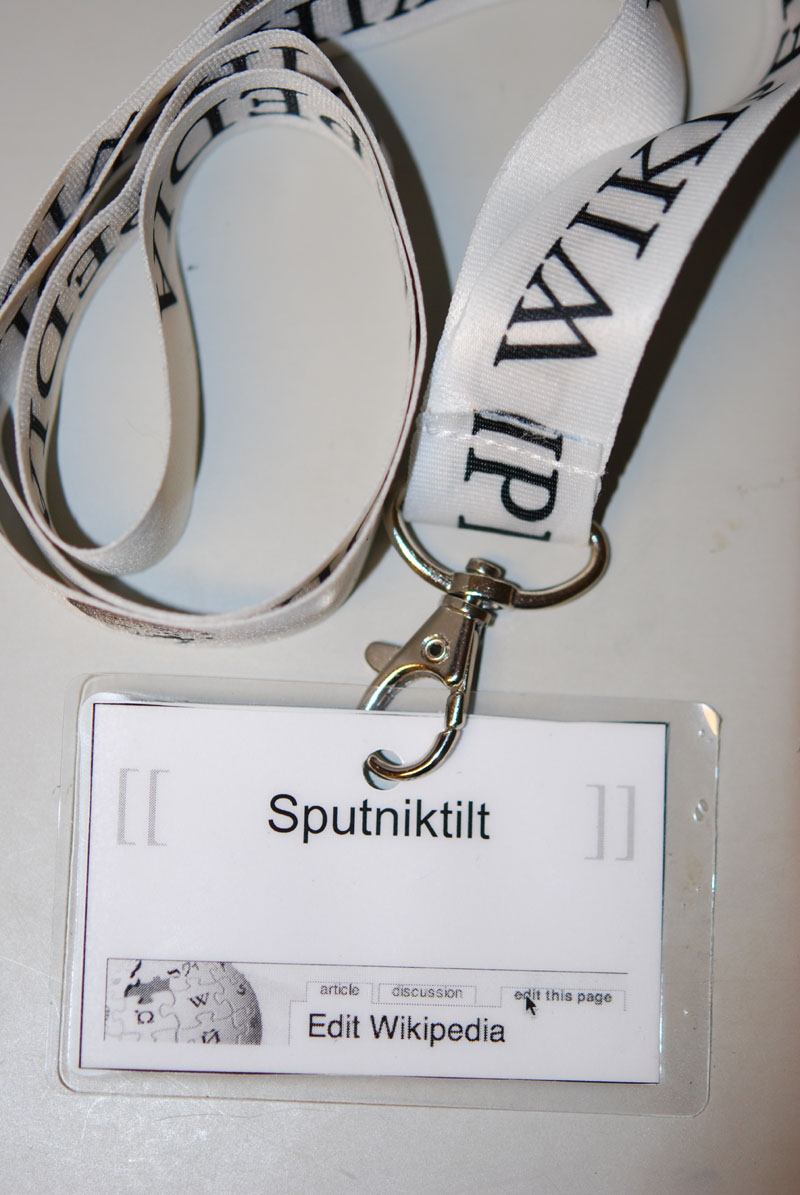
Ein Wikipedia-Lanyard

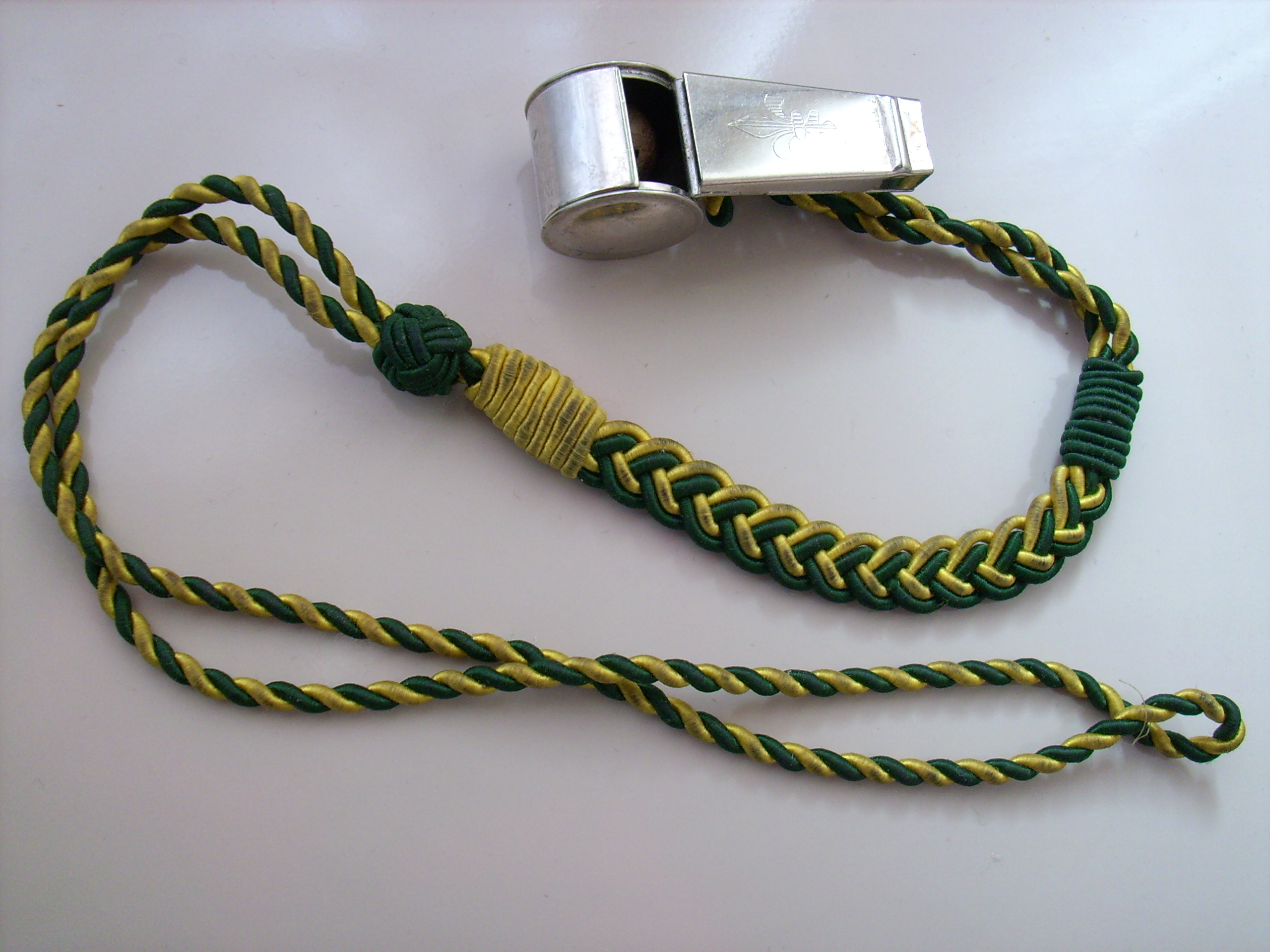
Geflochtener Lanyard als „Pfeifenschnur“

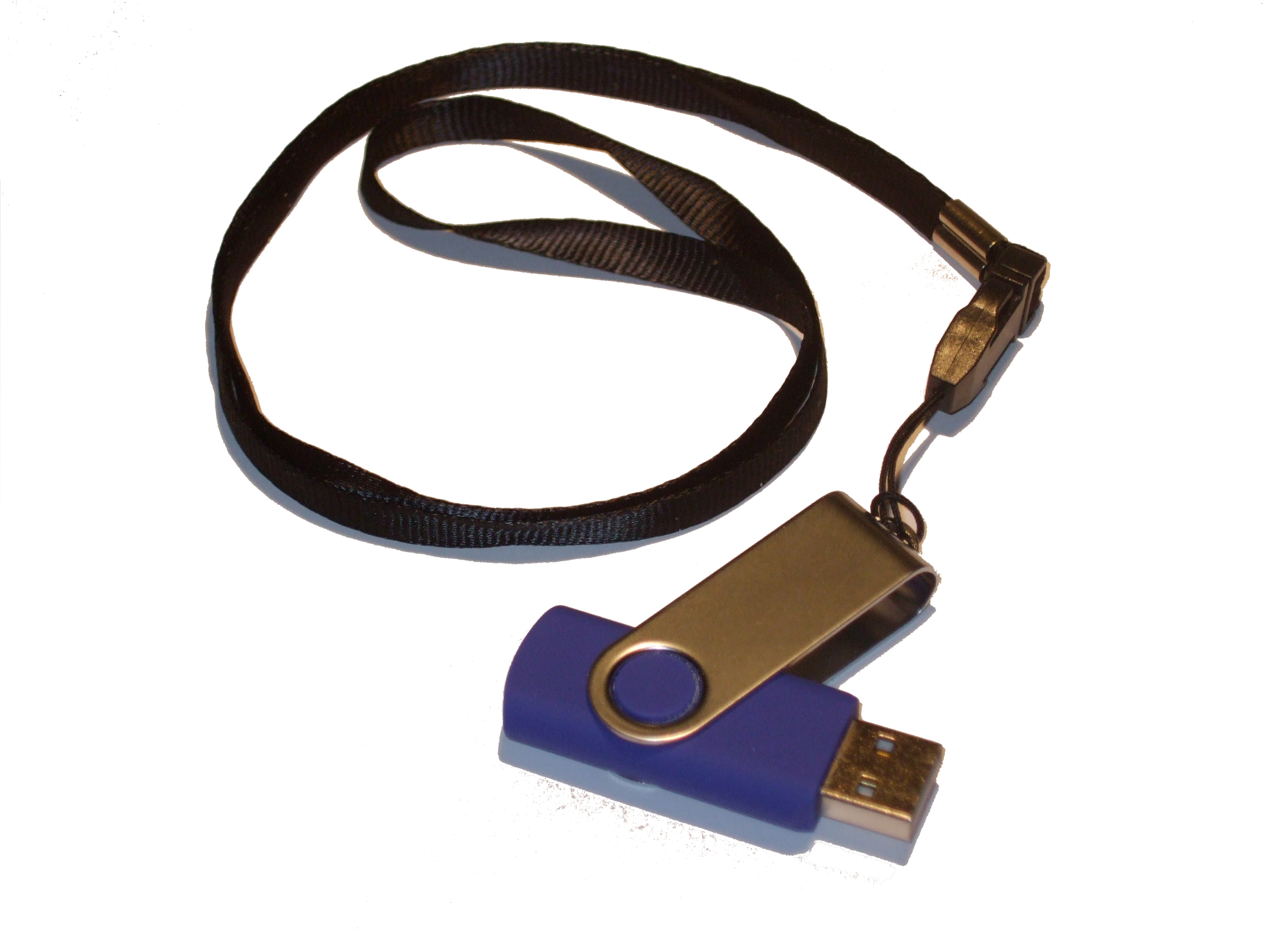
USB-Stick mit schlichtem, unbedrucktem Lanyard und Sicherheitssteckverbindung

Ein Umhängeband (auch Lanyard [ˈlænjə(r)d] von frz. lanière=Riemen) ist ein Band, eine Kordel oder eine Schnur, mit der kleine Gegenstände am Körper, um den Hals oder am Handgelenk getragen werden können. Der Oberbegriff ist „Trageband“. Synonym wird auch der Begriff „Keylace“ benutzt.

## Verwendungszweck
Anfangs stand der Begriff in militärischem Zusammenhang; so kann eine Pistole mittels eines Lanyards an der Uniform befestigt werden.
Andere Bezeichnungen für die militärischen Lanyards (Schlingen) sind:
- Portepee, Achselschnur und Fangschnur (engl. Halyard[1] für Fangleine),
- Single-Point-Sling (auch Tactical-Sling oder Single-Hook-Sling) sowie Double-Point-Sling (Zweipunktaufhängung z. B. für Gewehre)

Im maritimen Bereich wird die Bootsmannpfeife an der Pfeifenschnur getragen.
Heute wird der Anglizismus Lanyard insbesondere zur Bezeichnung von Schlüsselanhängern, Trageschlaufen für Ausweiskarten, Portemonnaies und Geräte der mobilen Unterhaltungselektronik wie Mobiltelefone, MP3-Player und USB-Sticks herangezogen.

## Geschichte
Anfänglich wurden die Bänder als Ausweishalter für Bühnenausweise oder Zugangsberechtigungen vor allem bei Musikveranstaltungen und Konzerten verwendet, später entwickelten sie sich zum Modeaccessoire und Werbegeschenk, die oft von Unternehmen verteilt werden. Daher sind Lanyards meist mit Werbeaufdrucken wie Firmenlogos oder Slogans versehen. Schlüsselkinder oder Schulkinder tragen mit ihm ihren Wohnungs- sowie Fahrradschlüssel sicher bei sich.
Auch Logos von Sportvereinen oder Musikbands zieren Lanyards, die auf den jeweiligen Veranstaltungen angeboten werden. In diesem Zusammenhang werden Lanyards oft auch als Ausweishalter, Badgeholder, Eventband oder Promoband bezeichnet.

## Aufbau
Für einen besseren Tragekomfort wird das Band oft, damit es flach am Körper liegt, um eine halbe Umdrehung versetzt zusammengenäht. Ein zusätzlicher Kunststoff- oder Metallkarabiner als Bindeglied zwischen dem Lanyard und dem daran befestigten Gegenstand ist zur schnellen Abkopplung hilfreich.
Zur Vermeidung von Strangulation wird vermehrt eine nicht blockierbare Steckverbindung in die Halsschlaufe eingebracht. Diese öffnet bei zu großem Zug selbsttätig. Danach kann die Steckverbindung wieder zusammengesteckt werden.